# Guy Troy
Guy Kent Troy (* 15. März 1923 in Washington, D.C.; † 17. März 2023 nahe Liberty, North Carolina) war ein US-amerikanischer Moderner Fünfkämpfer.

## Werdegang
Troy kam im Juli 1943 an die United States Military Academy in West Point. Nach seinem Abschluss 1946 wurde er einer Panzereinheit der United States Army zugeteilt.
Anfang der 1950er Jahre rechnete Troy damit, in den Koreakrieg einberufen zu werden. Stattdessen wurde er 1951 wieder nach West Point versetzt, um das US-amerikanische Team im Modernen Fünfkampf auf die Olympischen Spiele 1952 vorzubereiten. Troy nahm selbst an den Olympischen Spielen teil. Im Einzelwettkampf wurde er 14. und im Mannschaftswettkampf belegte er mit dem US-Team den vierten Platz.
Nach seinem Ausscheiden aus dem Militär setzte Troy sein Engagement für den Modernen Fünfkampf fort, indem er als Sekretär und später als Präsident der US Modern Pentathlon Association, als Vizepräsident der International Modern Pentathlon Federation, als Mitglied des Vorstands des US Olympic Committees und als Präsident und Gründer der Pan American Modern Pentathlon Confederation tätig war.
Troy starb am 17. März 2023, zwei Tage nach Vollendung seines 100. Lebensjahres.